# Karel Čápek
Karel Čápek (23. července 1892 Olešnice – 30. září 1941 Kounicovy koleje) byl československý legionář, důstojník a odbojář popravený nacisty.

## Život

### Před první světovou válkou
Karel Čápek se narodil 23. července 1892 v Olešnici na Blanensku v rodině řezníka Karla Čápka a Leopoldiny, rozené Matuškové. Vychodil obecnou a měšťanskou školu. V roce 1912 maturoval na české reálce v Novém Městě na Moravě, poté absolvoval kurz na obchodní akademii ve Vídni. Do c. a k. armády byl odveden v roce 1913 a v rámci prezenční služby studoval na škole pro důstojníky v záloze v Brně a Vídni. Byl členem Sokola.

### První světová válka
Do bojů první světové války vstoupil Karel Čápek v hodnosti desátníka a byl odeslán na ruskou frontu. Zde padl 18. prosince u vsi Mszanka v hodnosti kadeta aspiranta do zajetí. Dne 4. srpna 1916 vstoupil do Československých legií, dne 10. ledna 1917 byl zařazen do zálohy důstojníků a 8. června téhož roku byl převelen jako praporčík k 6. Hanáckému pluku. Mezi prosincem 1917 a březnem 1918 absolvoval kurz při francouzské misi v Jasách. Absolvoval Sibiřskou anabázi, do Československa se vrátil 19. června 1920 v hodnosti kapitána.

### Mezi světovými válkami
Karel Čápek zůstal po návratu do Československa v armádní službě. Sloužil u 6. Hanáckého pluku v Olomouci, dále si zvyšoval kvalifikaci a dosáhl hodnosti plukovníka. Mezi lety 1937 a 1938 působil ve funkci osobního referenta při Ministerstvu národní obrany. V období druhé republiky velel pěšímu pluku 43 v Brně.

### Druhá světová válka
Po německé okupaci v březnu 1939 odešel Karel Čápek do výslužby. Bydlel v rodné Olešnici a vedl účetnictví svému bratrovi Rudolfovi, uzenáři a výrobci konzerv účetnictví. Již od dubna 1939 se zapojil do protinacistického odboje v řadách brněnské Obrany národa. Dne 30. října 1940 byl zatčen gestapem, ale pouze jako rukojmí byl následně vězněn v Olomouci. Gestapo se ale postupně dopátralo k faktu, že je Karel Čápek významným odbojářem, a proto byl 11. února 1941 převezen do Brna a od 12. února vězněn v Kounicových kolejích. Přes tvrdé výslechy nic neprozradil a ani jeden z jeho získaných a vedených odbojářů nebyl zatčen. Dne 30. září 1941 byl odsouzen stanným soudem k trestu smrti a týž den v Kounicových kolejích popraven. Jeho tělo bylo 2. října zpopelněno v brněnském krematoriu.

## Rodina
Karel Čápek se v roce 1921 oženil s Marií Očkovou (1900–1975). Manželům se narodily dcery Karla a Marie. Karel Čápek měl tři bratry a dvě sestry. Bratr Rudolf Čápek byl rovněž legionářem, z Vladivostoku se do vlasti vraceli společně. Převzal potravinářský podnik v Olešnici po otci, po roce 1948 mu byl znárodněn.

## Ocenění

### Vyznamenání
- 1919 Řád sokola s hvězdou
- 1920 Československá revoluční medaile
- 1920 Československá medaile Vítězství
- 1921 Československý válečný kříž 1914–1918

### Čestná občanství
- Karel Čápek byl v roce 1946 jmenován čestným občanem obce rodné Olešnice

### Posmrtná ocenění
- Československý válečný kříž 1939 in memoriam
- Kamil Čápek byl v roce 1946 in memoriam povýšen do hodnosti brigádního generála
- Na rodném domě v Olešnici čp. 18 byla v roce 1946 Karlu Čápkovi odhalena busta, která byla v roce 2005 přenesena na budovu radnice[5]
- Název Generála Čápka nese jedna z ulic v Olešnici
- Jedna z ulic na Veveří nese jeho jméno